# Републикански път III-1084
Републикански път IIІ-1084 е третокласен път, част от Републиканската пътна мрежа на България, преминаващ изцяло по територията на Благоевградска област, Община Петрич. Дължината му е 13,9 km.
Пътят се отклонява надясно при 5,6 km на Републикански път III-108 югоизточно от село Старчево. Преминава през селото и завива на югозапад, като по цялото си протежение следи северозападната периферия на Санданско-Петричката котловина и най-югоизточните разклонения на планината Огражден. Преминава последователно през селата Кърналово, Михнево и Кавракирово и в югоизточния ъгъл на село Първомай се свързва с Републикански път III-198 при неговия 79,7 km.
| Пътища, отклоняващи се надясно (населено място, № на пътя, посока на пътя)                      | km   | Пътища, отклоняващи се наляво (посока на пътя, № на пътя, населено място) |
| ----------------------------------------------------------------------------------------------- | ---- | ------------------------------------------------------------------------- |
| Община Петрич, III-108, 5,6 km →                                                                | 0,0  | → 5,6 km, III-108, Община Петрич                                          |
| с. Старчево                                                                                     | 1,2  | с. Старчево                                                               |
| с. Кърналово                                                                                    | 2,8  | → с. Кърналово, общински път (за 7,5 km на III-108)                       |
| (за с. Гюргево) общински път, с. Кърналово ←                                                    | 3,1  | с. Кърналово                                                              |
| с. Михнево                                                                                      | 5,8  | → с. Михнево, общински път (за 9,5 km на III-108)                         |
| с. Кавракирово                                                                                  | 8,9  | с. Кавракирово                                                            |
| (до ГКПП Златарево) III-198, 79,7 km, с. Първомай ← (за с. Мендово) общински път, с. Първомай ← | 13,9 | ← с. Първомай, 79,7 km, III-198 (от гр. Гоце Делчев) .                    |